# موریس ویلاره
موریس ویلاره (فرانسوی: Maurice Villaret‎؛ ‏ ۷ دسامبر ۱۸۷۷ – ۲۵ ژانویهٔ ۱۹۴۶) متخصص مغز و اعصاب اهل فرانسه بود. 
وی مدرک دکترای پزشکی خود را در سال ۱۹۰۶ از دانشگاه پاریس دریافت کرد و از سال ۱۹۱۹ «پزشک مقیم بیمارستان» در پاریس شد. او همچنین در سال ۱۹۲۷ استاد رشتهٔ آب‌درمانی و اقلیم‌شناسی و از سال ۱۹۳۹ استاد رشتهٔ پزشکی بالینی شد. وی همچنین برندهٔ جوایزی همچون نشان‌های افسر لژیون دونور و شوالیهٔ لژیون دونور شده است.
موریس ویلاره به‌خاطر مطالعات و پژوهش‌هایش در مورد تعیین محل دقیق ضایعات عروقی مغز در یادها مانده است. وی در سال ۱۹۱۷ سندرم ویلاره را تشریح کرد. این سندرم با فلج کامل یک‌طرفۀ اعصاب مغزی شماره ۹، ۱۰، ۱۱، ۱۲ و گاهی عصب مغزی شماره ۷ مشخص می‌شود. همچنین ممکن است عقده‌های گردنی و تنه اصلی عصب سمپاتیک را درگیر کند. این سندرم در اثر ضایعه‌ای در فضای خلفی غده بناگوشی ایجاد می‌شود.
- درگیری عصب زبانی حلقی - حس چشایی در پشت زبان از بین می رود
- درگیری عصب واگ - از دست رفتن حس در نرم‌کام، حلق و حنجره
- درگیری عصب زیرزبانی - انحراف زبان به همان سمت درگیر
- درگیری اعصاب  سمپاتیک - بروز سندرم هورنر

موریس ویلاره استاد راهنمای اوگوستان نیکلا ژیلبر بود و با او پژوهش‌های مبسوطی در زمینهٔ پرفشاری ورید باب انجام داد.